# Varsói gettó
A varsói gettó (németül: Ghetto Warschau; lengyelül: getto warszawskie) volt a legnagyobb náci koncentrációs tábor a második világháború alatt. A lengyel fővárosban, Varsóban alakították ki 1940. október és november 16-a között, a Lengyel Főkormányzóság területén, ahol több mint 400 000 zsidót helyeztek el egy 3,4 km²-es területen. A gettóból legkevesebb 254 000 zsidót deportáltak a treblinkai megsemmisítőtáborba 1942 nyarán, két hónap alatt.
A gettó zsidó halálos áldozatainak száma a megsemmisítő táborokba történő deportálásuk, a varsói gettófelkelés, majd a gettó teljes lerombolása következtében becsléses szerint legkevesebb 300 000 fő volt.

## Létrehozása
A varsói gettót körülzáró falak emelését 1940. április 1-jén kezdték meg.
A gettót hivatalosan a német főkormányzó, Hans Frank 1940. október 6-án hozta létre Varsó, döntően lengyel zsidók által lakott részén. Frank főkormányzó elrendelte a varsói és a varsó környéki zsidók összegyűjtését, majd azok beterelését a gettóba. Ekkor a gettó népessége nagyjából 400 000 főre volt tehető, Varsó lakosságának közel 30%-a, habár mindössze a város területének 2,4%-át tette ki a gettó.
A németek 1940. november 16-án elzárták a gettót a külvilágtól. A falak körülbelül 3 méter magasak voltak, tetejükön szögesdrót volt elhelyezve. A szökni próbálókat azonnal lelőtték. A gettó határai az elkövetkező években többször változtak.
A gettót a Chłodna utca osztotta két részre. Az utca Varsó egyik fontos kelet-nyugati irányú közlekedési útvonalaként nem vált a gettó részévé, attól elzártak. Az utca déli oldalán volt a "Kis-gettó", míg az utca északi oldalán a "Nagy-gettó". E két különálló részt a Żelazna utca kötötte össze, amelyen egy sorompóval ellátott kereszteződés épült a Chłodna utcai kereszteződésénél. 1942 januárjában a kaput bezárták, és helyét egy gyalogoshíd vette át, amely a háború után a holokauszt egyik szimbólumává vált.
Az első parancsnoka a gettónak annak megszervezője, SA-Standartenführer Waldemar Schön volt. Ő 1941-ben Hienz Auersawldnak adta át posztját.

## A gettó közigazgatása
Mint minden lengyelországi gettóban, a németek az adminisztrációs feladatokat egy úgynevezett "Judenrat"-ra vagyis zsidó közgyűlésre bízták, amit az "Ältester", vagyis a legidősebb vezetett. Varsóban a feladatot Adam Czerniaków látta el, aki a nácikkal való együttműködés politikáját folytatta, a lázadás helyett. Adam Czerniaków szívszaggató tapasztalatait naplójában jegyezte fel. 1942 júliusában ráeszmélt tragikus szerepére, és öngyilkosságot követett el.
Habár a személye kevésbé hírhedt maradt, mint Mordechai Chaim Rumkowski, a łódzi gettó "Ältester"-re. Adam Czerniaków kollaborálása nem volt egyedi eset, a legtöbb európai zsidónak hasonló hozzáállása volt a nácikhoz.[forrás?] A zsidó együttműködést a zsidó gettó őrség segítette.

## Körülmények
A következő másfél évben újabb lengyel zsidók ezreit és számos romát hurcoltak be a gettóba, a környező városokból vagy vidékről, miközben a betegségek és járványok folyamatosan szinten tartották a gettó népesség számát. Az átlagos élelmiszer adatokat 1941-ben a varsói zsidók számára 184 kalóriában állapították meg, szemben a lengyelek 699 kalóriás, és a németek 2 613 kalóriás adagjával.
A munkanélküliség is egy jelentős probléma volt a gettóban. Illegális műhelyek kézműves termékeket állítottak elő, melyeket illegálisan eladtak a külvilágnak, cserébe élelmiszert és más alaptermékeket csempésztek be, gyakran gyerekek. Négy és nyolc év közötti zsidó gyerekek százai mentek át a fal másik oldalára, hogy élelmiszert csempésszenek be a gettóba, melyek néha nagyobb súlyúak voltak mint ők maguk. A csempészet volt az egyetlen lehetőség a gettó élelmiszerrel való ellátására.

## Ismert foglyok a varsói gettóban
- Mordechaj Anielewicz (1919–1943)
- Majer Balaban (1877–1942), a lengyel zsidóság történésze
- Adolf Berman (1906–1978), izraeli politikus
- Halina Birenbaum (* 1929), izraeli író és fordító
- Adam Czerniaków (1880–1942)
- Janina David (1930–2023), izraeli író és fordító
- Marek Edelman (1919–2009)
- Michał Friedberg (1887–1946)
- Mira Fuchrer (1920–1943)
- Bronisław Geremek (1932–2008), történészek és politikusok
- Ludwik Hirszfeld (1884–1954), orvos
- Jizchak Katzenelson (1886–1944), költő
- Janusz Korczak (1878/1879–1942), orvos
- Samuel Landau (1882–1942), színész
- Vladka Meed (1921–2012),
- Uri Orlev (1931–2022), izraeli gyerekkönyv-író
- Simon Pullman (1890–1942), a szimfonikus zenekar karmestere
- Marcel Reich-Ranicki (1920–2013), irodalmi kritikus és újságíró
- Emanuel Ringelblum (1900–1944), történész, politikus, pedagógus
- Irena Sendler (1910–2008)
- David Spiro (1901–1970), rabbi
- Władysław Szpilman (1911–2000), zongoraművész és zeneszerző
- Pola Walter (1900 előtt – 1942 kb.), színésznő
- Lidia Zamenhof (1904–1942), fordító és író